# 안남줄무늬토끼
안남줄무늬토끼(Nesolagus timminsi)는 줄무늬토끼속에 속하는 토끼의 일종이다. 라오스와 베트남 국경의 안남산맥 지역의 토착종이다. 이 토끼는 줄무늬가 있으며, 엉덩이가 빨갛고 수마트라줄무늬토끼와 겉모습이 비슷하다. 서구 과학자들에 의해 최근에 알려졌다.